# Lista över Tjeckoslovakiens presidenter

Presidentens standar.

Lista över Tjeckoslovakiens presidenter.
- Tomáš Masaryk: 14 november 1918 - 14 december 1935
- Milan Hodža (tillförordnad): 14 - 18 december 1935
- Edvard Beneš: 18 december 1935 - 5 oktober 1938
- Jan Syrový (tillförordnad): 5 oktober - 30 november 1938
- Emil Hácha: 30 november 1938 - 15 mars 1939
- Edvard Beneš: 4 april 1945 - 7 juni 1948
  - president i exil 21 juli 1940 - 2 april 1945
- Klement Gottwald: 14 juni 1948 - 14 mars 1953
- Antonín Zápotocký: 21 mars 1953 - 13 november 1957
- Viliam Široký (tillförordnad): 13 - 19 november 1957
- Antonín Novotný: 19 november 1957 - 22 mars 1968
- Jozef Lenárt (tillförordnad): 22 - 30 mars 1968
- Ludvík Svoboda: 30 mars 1968 - 28 maj 1975
- Gustáv Husák: 29 maj 1975 - 10 december 1989
- Marián Čalfa (tillförordnad): 10 - 29 december 1989
- Václav Havel: 29 december 1989 - 20 juli 1992
- Jan Stráský (tillförordnad): 20 juli - 31 december 1992